# امانوئل لاسکر
امانوئل لاسکر (به آلمانی: Emanuel Lasker) ‏(۱۹۴۱–۱۸۶۸)، فیلسوف، ریاضیدان (دکترای ریاضیات)، استاد بزرگ و یکی از قهرمانان شطرنج بود. او جزو پنج بازیکن برتر تاریخ شطرنج است.

## زندگی‌نامه
امانوئل لاسکر در ۲۴ دسامبر سال ۱۸۶۸ در شهر برلینچن پروس آلمان (اکنون لهستان) متولد گردید. لاسکر را که به مدت ۲۷ سال مقام قهرمانی شطرنج جهان را مقتدرانه در اختیار داشت، پدر و بنیانگذار روان‌شناسی شطرنج می‌نامند.
آخرین پیروزی بزرگ وی تصاحب جایزه سوم در مسکو در سن ۷۰ سالگی بسال ۱۹۳۶ می‌باشد.
وی در پیکارهایش بیشتر به فکر به وجود آوردن وضعیت‌هایی ناخوشایند برای حریف بود تا کسب برتری! تا جایی که حاضر بود برتری‌های کمی و کیفی را فدای این اندیشه کند. شاید اگر بازیهای وی را با کامپیوتر بررسی کنیم وی اغلب دارای وضعیت‌های ناخوشایندی است؛ ولی علاوه بر قدرت وصف ناشدنی وی در فن دفاع، تأکید وی بر شناخت روان‌شناسی و خلقیات حریف قبل از بازی را می‌توان مهم‌ترین علت موفقیتش دانست. بدین رو عده‌ای از استادان معتقد بودند اگر در بین بازی حریفان لاسکر را عوض کنیم وی شکست‌های سختی را متحمل خواهد شد. عده‌ای دیگر نیز سبک بازی او را «قدم زدن در لبه پرتگاه» نامیدند!
لاسکر در زمان حیات خود با «آلبرت اینشتین» مرادوات و مکاتبات بسیاری داشته‌است.
لاسکر اغلب مدت زندگیش را در برلین به‌سر برد اما دوران پیری ابتدا به مسکو مهاجرت کرد. او مدت ۲۷ سال (۱۹۲۱–۱۸۹۴) قهرمان جهان بود و طول عمر قهرمانی اش استثنائی است.
اولین درخشش او قربانی دو فیل در ۱۸۸۹ و آخرین پیروزی بزرگ او تصاحب جایزه سوم در مسکو بسال ۱۹۳۶ و در زمانی که به سن ۷۰ سالگی می‌رسید. با وجود موفقیت‌های بیشمار او در مسابقات و تورنمنت‌ها، سبک و روش او بحث‌انگیز و پر رمز و راز باقی‌مانده‌است. با نگاهی اجمالی در می‌یابیم که لاسکر استراتژیست خوبی بود که بازیش از بعد تاکتیکی والائی برخوردار بود و بعلاوه از یک آخر بازی عالی سود می‌برد و بهر حال از شانسهای تصادفی در بازیهای انحرافی لذت می‌برد. حتی این نظر وجود داشت که تعصب لاسکر به سیگارهای قوی عملی به منظور از پا درآوردن حریفانش بوده‌است. در اغلب بازیهایش به لحاظ درک پوزیسیونی و استراتژیکی شطرنج از حریفانش پیش می‌افتاد و در اغلب اوقات از وقت مقرر بازی خودش جلوتر بود تسلط او بر خانه‌های ضعیف، بازی در خانه‌های دور افتاده و تغییر جریان حمله بین دو پیاده جلو رفته قبل از فرمول بندی این عقاید در کتاب کلاسیک ابتدائی، روش من نیمزویچ با موفقیت بانجام رسیده بود. لاسکر مبانی و اصول اشتاینیتز را بکار برد و آن‌ها را برای ستیز و زد و خورد عملی در تورنمنت و مسابقه‌های شطرنج مورد اصلاح قرار داد لاسکر دارای بنیه و طاقت استثنائی بود و خونسرد و فعال با اغلب بازیهای بحرانی برخورد می‌کرد.
شهرت و آوازه «جادوی سیاه» او از آنجا برخاست که توانست خودش را به‌عنوان یک شخصیت قویتر و محکم تر از رقیبش در تعدادی از بازیهای بسیار دشوار به اثبات برساند:
برای مثال در پیروزیش بر شلختر در بازی فینال مسابقه سال ۱۹۱۰ که لاسکر باید برای حفظ عنوان قهرمانی جهان پیروز می‌شد، در پیروزیش بر کاپابلانکا در سن پترزبورگ در سال ۱۹۱۴ که جلوتر از رقیب اصلی اش جایره اول را بدست آورد، و در بازی دوم از مسابقه سال ۱۹۰۸ با تاراش خوش درخشید. در تمام این پیروزی‌ها، لاسکر مهارتش را در تحت فشار قرار دادن حریفانش نشان داد به نحوی که آن‌ها نتوانستند بهترین بازیهایشان را ارائه نمایند.
توان و استقامت او همچنین از سابقه خوبش در دور آخر بازی‌ها و تکرار تحلیل و بررسی رقیبانش در نیمه دوم یک تورنمنت آشکار می‌شود برای مثال در هستینگز ۱۸۹۵ و سه تورنمت سن پترزبورگ در سال ۱۸۹۶ و ۱۹۰۹ و ۱۹۱۴.
از لحاظ تئوری، تمام بازیهای شطرنج از ارزش یکسانی برخوردار هستند و پیروزی در دور نخست همان ارزشی را دارد که پیروزی در دور پایانی. اما در تمرین این چنین نیست.
برای مثال در تورنمنت‌های سیستم سوئیسی، بازیکنان با حساب مشابهی در مقابل حریفانشان قرار می‌گیرند و یک شروع ضعیف یا یک باخت در دور میانی می‌تواند با پیروزی روی حریفان ضعیفتر در دور پایانی جبران گردد. پیروزی در دورهای نهائی و به ویژه در مسابقه آخر در حقیقت بار مضاعفی را حمل می‌کند زیرا سرنوشت جایزه را تعیین می‌نماید.
لاسکر در طول زندگیش نشان داد که اهمیت مراحل پایانی بازی را در تمام بازی‌ها و تمام تورنمنت‌ها دریافته‌است. در مراحل شروع یک مسابقه هر بازیکنی برای نتیجه بهتر می‌جنگد اما وقتی بازی به پایان خود نزدیک می‌شود بعضی از بازیکنان علاقه یا اعتماد بنفس خود را از دست می‌دهند. در حالیکه دیگران در جدال و ستیز برای دست یابی به یکی از مکانهای بالای جدول به تحمل فشار عادت کرده‌اند. در چنین موقعیتی بازیکن قوی و با تجربه راه دستیابی به موفقیت را می‌داند.
توانائی او در حفظ تعادل خودش در تمام طول تورنمنت یا مسابقه یکی از مهم‌ترین ویژگی‌های لاسکر بود.
لاسکر حد نصاب بینظیری در نتایج مسابقات داشت، ۱۹ پیروزی ۲ مساوی و تنها یک باخت به کاپابلانکا که به‌عنوان جانشین او قهرمان جهان شد و کاپابلانکا هم قهرمانی را در سال ۱۹۲۷ به الخین واگذار کرد که تا مرگ، نزد خود قهرمانی را حفظ کرد. این موضوع تا حدی به علت مهارت او در انتخاب حریفانش بود. طی سالهای ۱۹۱۴–۱۹۰۰ او سه بار با حریف ضعیفی چون یانوسکی که حامی ثروتمندی داشت مبارزه کرد در حالیکه رقیبان خطرناکی همچون ماروژی، آکیبا روبنشتاین، خوزه رائول کاپابلانکا برای مبارزه وجود داشتند.
اما از نتایج مسابقات، مهارت بیش از حد او را در جنگ تن به تن می‌توان دریافت. برجسته تر از همه پیروزی ۰–۸ بر مارشالو یانوسکی و ۰–۶ بر بلک برن است.
لاسکر اولین استاد شطرنج بود که به‌طور جدی سعی کرد بازی شطرنج را به‌عنوان یک حرفه مطرح سازد. اما مردی که سوداگر سرسختی برای دادن نمایش با دستمزد بالا بود دو بار از لحاظ مالی ورشکست شد. بار اول به دلیل تورم سالهای دهه ۱۹۲۰ و بار دوم به علت به قدرت رسیدن نازی‌ها.
در سالهای آخر دهه ۱۹۲۰ او به‌طور جدی تحصیل ریاضیات را شروع کرد و بخاطر کار روی جبر محض موفق به دریافت دکترا شد و مورد تشویق انیشتن قرار گرفت.
به‌طور تفریحی روی فلسفه کار کرد زیرا بحث کردن را به تجزیه و تحلیل حرکات شطرنج ترجیح می‌داد. در دستیابی ساده اش به گشایش‌ها لاسکر روشی را بنیان نهاد که به‌وسیله از جانشینانش که عناوین جهانی دارند دنبال شد از جمله خوزه رائول کاپابلانکا، تیگران پتروسیان و آناتولی کارپف که او یک خط اصلی را برای دستیابی به این شگرد در مراحل ابتدائی برگزید. همچنین نحوه کاربردش از دفاع فرانسوی با مهره سفید، برتری ایده‌های زیر را نشان می‌دهد:
| - ایده A - 1. e4 e6 - 2. d4 d5 - 3. Nc3 Bb4 - 4. Ne۲ | - ایده B - 1. e4 e6 - 2. d4 d5 - 3. Nc3 Nf6 - 4. Bg5 Bb4 - 5. exd5 Qxd5 - 6. Bxf6 gxf۶ |  |

یک اشکال چنین روش غیر کتابی با مهره سفید، نحوه مقابله آن با دفاع سیسیلی c5 e4 1.
مهم‌ترین خانه‌های مجاور مورب و دفاعی که بیشتر از تمام گشایش‌ها تجزیه و تحلیل شده‌است. اما لاسکر در سالهای بعدی عمرش از عهده آن نیز برآمد. به هنگام بازی با مهره سیاه، او به گسترش سریع ساده با حداقل حرکت پیاده‌ها توجه نشان داد. درست نظیر دفاع لاسکر مقابل گامبی وزیر:
- ۱. d4 d5
- 2. c4 e6
- 3. Nc3 Nf6
- 4. Bg5 Be7
- 5. e3 O-O
- 6. Nf3 h6
- 7. Bh4 Ne۴

مطئناً چنان‌که مورد تأیید معیار محاسباتی الو نیز هست او در زمره شش نفر قهرمانان برجسته جهان در طول تاریخ قرار دارد. او در ردیف شطرنجبازان مدرن و به‌عنوان بزرگ‌ترین نماینده شطرنج عملی درجه‌بندی شده‌است.
سرانجام مبارز واقعی عرصه شطرنج در سن ۷۳ سالگی در شهر نیویورک ایالات متحده آمریکا درگذشت.